# Basconcillos del Tozo (kommunhuvudort)
Basconcillos del Tozo är en kommunhuvudort i Spanien.   Den ligger i provinsen Provincia de Burgos och regionen Kastilien och Leon, i den norra delen av landet, 250 km norr om huvudstaden Madrid. Basconcillos del Tozo ligger 912 meter över havet och antalet invånare är 361.
Terrängen runt Basconcillos del Tozo är kuperad åt nordväst, men åt sydost är den platt. Runt Basconcillos del Tozo är det mycket glesbefolkat, med 3 invånare per kvadratkilometer. Närmaste större samhälle är San Martín de Elines, 17,1 km nordost om Basconcillos del Tozo. Trakten runt Basconcillos del Tozo består i huvudsak av gräsmarker.